# James Horner
Pour les articles homonymes, voir Horner.
James Horner, né le 14 août 1953 à Los Angeles (Californie) et mort le 22 juin 2015 près de Santa Barbara (Californie), est un compositeur de musique de films américain.
Il est connu pour avoir introduit des éléments musicaux électroniques et des chœurs dans nombre de ses partitions musicales. Durant sa carrière, il a plusieurs fois collaboré avec le réalisateur James Cameron,.
La musique qu'il a composée pour Titanic lui a valu plusieurs récompenses, dont deux Oscars, un Golden Globe et deux Grammy Awards.

## Biographie

### Enfance
James Horner, fils d'un couple d'immigrés autrichiens, Joan (née Fraenkel) et Harry Horner.
Ce dernier exerçait des fonctions de chef décorateur, scénariste et occasionnellement réalisateur de film.
Il commença à jouer du piano à l'âge de cinq ans puis passa ses jeunes années à Londres où il fréquenta le Royal College of Music. Il rejoignit plus tard le lycée de Verde Valley à Sedona en Arizona. Il obtint ensuite un diplôme de premier cycle à l'université du Sud de la Californie puis un master. Il commença alors à travailler son doctorat à l'université de Californie à Los Angeles où il étudia entre autres avec Paul Chihara. Après plusieurs compositions pour l'American Film Institute au cours des années 1970, il cessa d'enseigner la théorie musicale à l'UCLA et se tourna vers la composition de bandes originales.

### Œuvre
En 1979, James Horner compose sa première musique de film pour Les Mercenaires de l'espace réalisé par Jimmy T. Murakami, produit par Roger Corman. En 1982, il crée la musique originale du film Star Trek 2 : La Colère de Khan, devenant ainsi un compositeur de première importance.
Parmi ses œuvres fondatrices, il faut citer les partitions de Brainstorm, La Foire des ténèbres et Krull, toutes trois composées en 1983 et qui l'amènent très vite à travailler sur de grosses productions telles que Aliens, le retour de James Cameron ou bien encore Le Nom de la rose de Jean-Jacques Annaud en 1986.
Son style musical s'affirme avec la partition de Glory en 1989 puis Les Experts en 1992, où il s'oriente vers une orchestration plus mesurée et subtile. À ce titre, l'une de ses plus belles réussites est sa composition pour le film Braveheart en 1995, qui lui vaut une reconnaissance publique et un succès critique.
En 1997, il compose la musique de Titanic ainsi que la chanson titre My Heart Will Go On chantée par Céline Dion, qui bat le record précédent en restant 16 semaines à la première place du Top 200 des albums de Billboard, et qui lui vaut un Oscar de la meilleure musique en 1998. La bande originale du film s'est vendue à plus de 30 millions d'exemplaires dans le monde.
Il a à son actif plus de 150 musiques de films parmi lesquels Cocoon, Willow, Apollo 13 (Ron Howard), Le Masque de Zorro (Martin Campbell), Troie (Wolfgang Petersen), et plus récemment le blockbuster Avatar pour lequel il collabore une nouvelle fois avec James Cameron.
Après son éviction de Roméo et Juliette (2013) au terme de l'enregistrement de la musique et sa non-reconduction sur la franchise The Amazing Spider-Man, James Horner prend un peu de recul par rapport au cinéma. Il profite de cette année sabbatique pour se consacrer à des œuvres de concert (dont un double concerto pour violoncelle et orchestre créé en première mondiale le 12 novembre 2014 par Mari et Hakon Samuelsen avec l'Orchestre philharmonique royal de Liverpool placé sous la direction de Vasily Petrenko) puis préparer le concert Titanic qui a lieu en première mondiale les 13, 14 et 15 mars 2015 au KKL de Lucerne en Suisse, puis le 27 avril 2015 au Royal Albert Hall de Londres.

### Controverses
L'œuvre de James Horner fait débat dans la communauté de la musique de films, certains de ses détracteurs l'accusant de plagier certains compositeurs classiques comme Sergueï Prokofiev ou Dmitri Chostakovitch, voire ses contemporains (Jerry Goldsmith), ainsi que cela lui était demandé par les producteurs des films en question, notamment au début de sa carrière[réf. nécessaire], influence dont il s'émancipa assez rapidement.
La musique pour Willow est un exemple à charge : Willow's Theme ressemble ostensiblement au début du premier mouvement de la Symphonie no 3 en mi bémol majeur de Robert Schumann. Introduit dans Escape from the Tavern, le thème est orchestré dans un style musical évoquant celui des compositions de Erich Wolfgang Korngold pour les scènes d'action des films de cape et d'épée des années 1940. Le thème joué à la flûte dans Elora Danan est emprunté à Mir Stanke le (Chant de moisson thrace), popularisé par le chœur Le Mystère des voix bulgares. Ces « emprunts » ne sont pas crédités au générique du film, ce sont pourtant ces deux thèmes que l'on retient de la musique du film.
D'autres[Qui ?] ne voient en lui qu'un compositeur répétant à l'infini les mêmes techniques de composition, comme l'utilisation qu'il fait des quatre mêmes notes pour représenter le danger  (que l'on peut retrouver dans Willow, Troie, En pleine tempête, Stalingrad, Le Masque de Zorro, Avatar, Star Trek ou Titanic), et surnommé le « Danger Motif » par le musicologue Nicholas Kmet. Ce dernier soutient que le motif du danger est tout droit inspiré du premier mouvement de la Symphonie No. 1 Op.13 en Ré mineur de Sergueï Rachmaninov. Bien que l'on trouve également ces mêmes quatre notes dans l’opéra Parsifal de Richard Wagner, lors d'un air de Kundry à l’acte II,.
Dans le même ordre d'idées, certains passages musicaux du film 48 heures sont repris quasiment à l'identique dans Commando ou Danger immédiat.
Pour ses partisans[Qui ?], il s'agit en revanche de développer et parfaire des idées de composition, la différence notable avec ses confrères étant que James Horner n'hésite pas, de façon cyclique, à poursuivre et parfaire ses idées de film en film, parfois jusqu'à l'obsession comme l'atteste le recours fréquent aux quatre notes, déclamées comme une métaphore de la mort ou du châtiment.

### Décès
Considéré comme un pilote expérimenté, James Horner est mort le 22 juin 2015 dans le crash de l'un de ses avions, un S-312 Tucano, dans la banlieue de Los Angeles,. L'enquête du Conseil national de la sécurité des transports indique que l'accident est dû à une erreur de pilotage durant le vol en basse altitude, en rajoutant que Horner avait pris un barbiturique et de la codéine, des médicaments qui altèrent les conditions physiques et mentales.

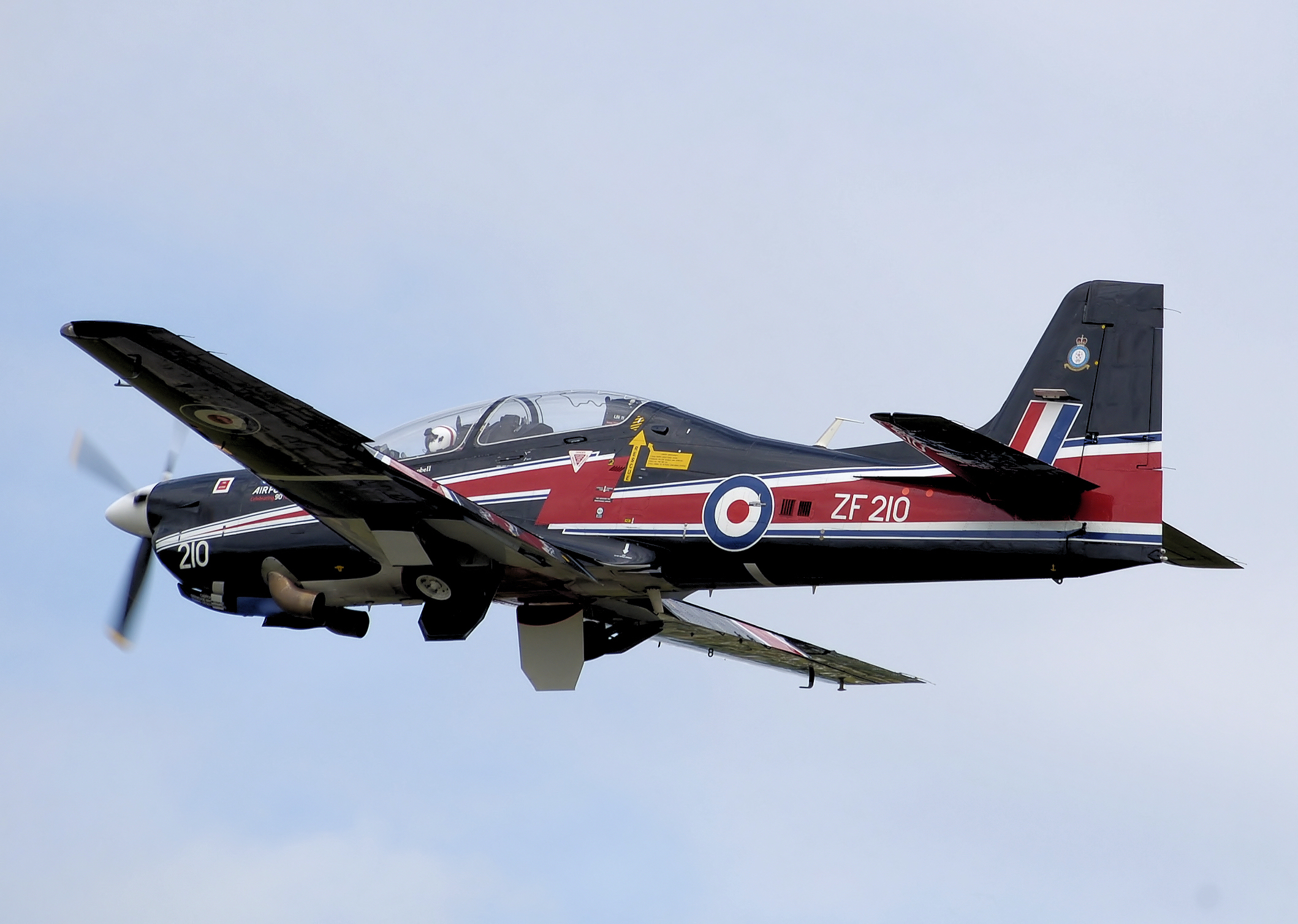
Un S-312 Tucano.

Le dernier film auquel il a contribué, Les Sept Mercenaires (2016) d'Antoine Fuqua, lui est dédié. Les projets sur lesquels il devait travailler sont confiés à d'autres compositeurs, notamment John Debney et Rupert Gregson-Williams pour Tu ne tueras point (2016) de Mel Gibson et Ramin Djawadi pour La Grande Muraille (2016) de Zhang Yimou,,. James Horner devait également poursuivre sa collaboration avec James Cameron sur les quatre suites d'Avatar (2009) prévues entre 2022 et 2028.

## Filmographie

### Cinéma

#### Années 1970
- 1978 : The Watcher
- 1979 : Up from the Depths de Charles B. Griffith (non crédité)
- 1979 : Du rouge pour un truand (The Lady in Red) de Lewis Teague

#### Années 1980
- 1980 : Les Monstres de la mer (Humanoids from the Deep) de Barbara Peeters et Jimmy T. Murakami
- 1980 : Les Mercenaires de l'espace (Battle Beyond the Stars) de Jimmy T. Murakami
- 1981 : La Main du cauchemar (The Hand) d'Oliver Stone
- 1981 : Wolfen de Michael Wadleigh
- 1981 : La Ferme de la terreur (Deadly Blessing) de Wes Craven
- 1981 : Deux cent mille dollars en cavale (The Pursuit of D. B. Cooper) de Roger Spottiswoode
- 1982 : Star Trek 2 : La Colère de Khan (Star Trek II : The Wrath of Khan) de Nicholas Meyer
- 1982 : 48 heures (48 Hours) de Walter Hill
- 1983 : La Foire des ténèbres (Something Wicked This Way Comes) de Jack Clayton
- 1983 : Space Riders de JHoward R. Cohen
- 1983 : Krull de Peter Yates
- 1983 : Brainstorm de Douglas Trumbull
- 1983 : Le Dernier Testament (Testament) de Lynne Littman
- 1983 : L'Habilleur (The Dresser) de Peter Yates
- 1983 : Gorky Park de Michael Apted
- 1983 : Retour vers l'enfer (Uncommon Valor) de Ted Kotcheff
- 1984 : Star Trek 3 : À la recherche de Spock (Star Trek III : The Search for Spock) de Leonard Nimoy
- 1984 : The Stone Boy de Christopher Cain
- 1985 : Tutti Frutti (Heaven Help Us) de Michael Dinner
- 1985 : Barbarian Queen d'Héctor Olivera
- 1985 : Cocoon de Ron Howard
- 1985 : Toujours prêts (Volunteers) de Nicholas Meyer
- 1985 : Natty Gann (The Journey of Natty Gann) de Jeremy Kagan
- 1985 : Les Magiciens du royaume perdu (Wizards of the Lost Kingdom) d'Héctor Olivera
- 1985 : Commando de Mark L. Lester
- 1986 : Le flic était presque parfait (Off Beat) de Michael Dinner
- 1986 : Aliens, le retour (Aliens) de James Cameron
- 1986 : Quand la rivière devient noire (Where the River Runs Black) de Christopher Cain
- 1986 : Le Nom de la rose (The Name of the Rose) de Jean-Jacques Annaud
- 1986 : Fievel et le Nouveau Monde (An American Tail) de Don Bluth
- 1987 : P.K. and the Kid de Lou Lombardo
- 1987 : Project X de Jonathan Kaplan
- 1987 : Miracle sur la 8e rue (Batteries Not Included) de Matthew Robbins
- 1988 : Willow de Ron Howard
- 1988 : Double Détente (Red Heat) de Walter Hill
- 1988 : Enquête en tête (Vibes) de Ken Kwapis
- 1988 : Le Petit Dinosaure et la Vallée des merveilles (The Land Before Time) de Don Bluth
- 1988 : Cocoon, le retour (Cocoon : The Return) de Daniel Petrie
- 1988 : Andy Colby's Incredible Adventure de Deborah Brock
- 1989 : Jusqu'au bout du rêve (Field of Dreams) de Phil Alden Robinson
- 1989 : Chérie, j'ai rétréci les gosses (Honey, I Shrunk The Kids) de Joe Johnston
- 1989 : Un héros comme tant d'autres (In Country) de Norman Jewison
- 1989 : Mon père (Dad) de Gary David Goldberg
- 1989 : Glory d’Edward Zwick

#### Années 1990
- 1990 : Je t’aime à te tuer (I Love You to Death) de Lawrence Kasdan
- 1990 : 48 heures de plus (Another 48 hours) de Walter Hill
- 1991 : Ce cher intrus (Once Around) de Lasse Hallström
- 1991 : My Heroes Have Always Been Cowboys de Stuart Rosenberg
- 1991 : Affaire non classée (Class Action) de Michael Apted
- 1991 : Les Aventures de Rocketeer (The Rocketeer) de Joe Johnston
- 1991 : Fievel au Far West (An American Tail : Fievel Goes West) de Phil Nibbelink et Simon Wells
- 1992 : Cœur de tonnerre (Thunderheart) de Michael Apted
- 1992 : Les Experts (Sneakers) de Phil Alden Robinson
- 1992 : Obsession fatale (Unlawful Entry) de Jonathan Kaplan
- 1992 : Jeux de guerre (Patriot Games) de Phillip Noyce
- 1993 : Swing Kids de Thomas Carter
- 1993 : Kalahari (A Far Off Place) de Mikael Salomon
- 1993 : Jack the Bear de Marshall Herskovitz
- 1993 : Le Voyage d'Edgar dans la forêt magique (Once Upon a Forest) de Charles Grosvenor
- 1993 : Le Château de cartes (House of Cards) de Michael Lessac
- 1993 : À la recherche de Bobby Fischer (Searching for Bobby Fischer) de Steven Zaillian
- 1993 : L'Homme sans visage (The Man Without a Face) de Mel Gibson
- 1993 : Bopha ! de Morgan Freeman
- 1993 : Les Quatre Dinosaures et le Cirque magique (We're Back! A Dinosaur's Story) de Phil Nibbelink, Dick Zondag, Ralph Zondag, Simon Wells
- 1993 : L'Affaire Pélican (The Pelican Brief) d’Alan J. Pakula
- 1994 : Danger immédiat (Clear and Present Danger) de Phillip Noyce
- 1994 : Richard au pays des livres magiques (The Pagemaster) de Joe Johnston et Maurice Hunt
- 1994 : Légendes d'automne (Legends of the Fall) d’Edward Zwick
- 1995 : Braveheart de Mel Gibson
- 1995 : Casper de Brad Silberling
- 1995 : Apollo 13 de Ron Howard
- 1995 : Jade de William Friedkin
- 1995 : Jumanji de Joe Johnston
- 1995 : Balto chien-loup, héros des neiges (Balto) de Simon Wells et Brenda Chapman
- 1996 : The Spitfire Grill de Lee David Zlotoff
- 1996 : À l'épreuve du feu (Courage Under Fire) d’Edward Zwick
- 1996 : Par amour pour Gillian (To Gillian on Her 37th Birthday) de Michael Pressman
- 1996 : La Rançon (Ransom) de Ron Howard
- 1997 : Ennemis rapprochés (The Devil's Own) d’Alan J. Pakula
- 1997 : Titanic de James Cameron
- 1998 : Deep Impact de Mimi Leder
- 1998 : Le Masque de Zorro (The Mask of Zorro) de Martin Campbell
- 1998 : Mon ami Joe (Mighty Joe Young) de Ron Underwood
- 1999 : L'Homme bicentenaire (Bicentennial Man) de Chris Columbus

#### Années 2000
- 2000 : En pleine tempête (The Perfect Storm) de Wolfgang Petersen
- 2000 : Le Grinch (How the Grinch Stole Christmas!) de Ron Howard
- 2001 : Stalingrad (Enemy at the Gates) de Jean-Jacques Annaud
- 2001 : Un homme d'exception (A Beautiful Mind) de Ron Howard
- 2001 : Iris de Richard Eyre
- 2002 : Windtalkers : Les Messagers du vent (Windtalkers) de John Woo
- 2002 : Frères du désert (The Four Feathers) de Shekhar Kapur
- 2003 : Sans frontière (Beyond Borders) de Martin Campbell
- 2003 : Radio de Michael Tollin
- 2003 : Les Disparues (The Missing) de Ron Howard
- 2003 : House of Sand and Fog de Vadim Perelman
- 2004 : Bobby Jones, naissance d'une légende (Bobby Jones: Stroke of Genius) de Rowdy Herrington
- 2004 : Troie (Troy) de Wolfgang Petersen
- 2004 : Mémoire effacée (The Forgotten) de Joseph Ruben
- 2005 : The Chumscrubber d'Arie Posin
- 2005 : Flight Plan (Flightplan) de Robert Schwentke
- 2005 : La Légende de Zorro (The Legend of Zorro) de Martin Campbell
- 2005 : Le Nouveau Monde (The New World) de Terrence Malick
- 2006 : Les Fous du roi (All the King's Men) de Steven Zaillian
- 2006 : Apocalypto de Mel Gibson
- 2007 : La Vie devant ses yeux (The Life Before Her Eyes) de Vadim Perelman
- 2008 : Les Chroniques de Spiderwick (The Spiderwick Chronicles) de Mark Waters
- 2008 : Le Garçon au pyjama rayé (The Boy in the Striped Pyjamas) de Mark Herman
- 2009 : Avatar de James Cameron

#### Années 2010
- 2010 : Karaté Kid (The Karate Kid) de Harald Zwart
- 2011 : Or Noir (Black Gold) de Jean-Jacques Annaud
- 2012 : The Amazing Spider-Man de Marc Webb
- 2012 : Cristeros (For Greater Glory: The True Story of Cristiada) de Dean Wright
- 2015 : Le Dernier Loup de Jean-Jacques Annaud
- 2015 : La Rage au ventre (Southpaw) d'Antoine Fuqua
- 2015 : Les 33 (The 33) de Patricia Riggen
- 2016 : Les Sept Mercenaires (The Magnificent Seven) d'Antoine Fuqua

### Télévision
- 1981 : Angel Dusted (téléfilm)
- 1981 : A Few Days in Weasel Creek (téléfilm)
- 1982 : Un piano pour Mrs. Cimino (téléfilm)
- 1982 : Rascals and Robbers: The Secret Adventures of Tom Sawyer and Huck Finn (téléfilm)
- 1983 : Between Friends (téléfilm)
- 1985 : Surviving (téléfilm)
- 1985 : Faerie Tale Theatre (série) (1 épisode)
- 1985 : Histoires fantastiques (Amazing Stories) (série) (1 épisode)
- 1985 : In Her Own Time (documentaire)
- 1990 : Les Contes de la crypte (série) (1 épisode)
- 1990 : Extreme Close-Up (téléfilm)
- 1992 : Fish Police (série) (1 épisode)
- 1999 : Michelle Kwan Skates to Disney's Greatest Hits (téléfilm)
- 2000 : Freedom Song (téléfilm)
- 2000 : Krull: Marvel Comics Video Adaptation (vidéo)
- 2001 : Unmasking Zorro (documentaire)
- 2004 : Le nom de la rose (documentaire)
- 2004 : Star Trek: New Voyages (série télévisée) (1 épisode)
- 2006 : CBS Evening News with Katie Couric (série)
- 2012 : Reflections on Titanic (documentaire)
- 2015 : One Day in Auschwitz (documentaire)
- 2015 : Living in the Age of Airplanes (documentaire)

### Courts métrages
- 1985 : Let's Go de Douglas Trumbull
- 1986 : Captain Eo de Francis Ford Coppola (court métrage en relief produit par George Lucas)
- 1989 : Bobo Bidon (Tummy Trouble) de Rob Minkoff
- 1991 : Norman and the Killer de Bob Graham
- 2012 : The Lost Berserker de Chase Coleman (en) et John F. Sullivan
- 2012 : First in Flight de Brandon Hess

## Distinctions

### Récompenses
- Golden Globes 1998 : Meilleure musique de film pour Titanic
- Oscars 1998 :
  - Meilleure chanson originale pour Titanic
  - Meilleure partition originale pour un film dramatique pour Titanic

### Nominations
- Oscars 1987 :
  - Meilleure chanson originale pour Fievel et le Nouveau Monde
  - Meilleure musique originale pour Aliens, le retour

- Golden Globes 1990 : Meilleure musique de film pour Glory
- Oscars 1990 : Meilleure musique originale pour Jusqu'au bout du rêve

- Golden Globes 1995 : Meilleure musique de film pour Légendes d'automne

- Golden Globes 1996 : Meilleure musique de film pour Braveheart
- Oscars 1996 : 
  - Meilleure partition originale pour un film dramatique pour Braveheart
  - Meilleure partition originale pour un film dramatique pour Apollo 13

- Golden Globes 2002 : Meilleure musique de film pour Un homme d'exception
- Oscars 2002 : Meilleure musique de film pour Un homme d'exception

- Oscars 2004 : Meilleure musique de film pour House of Sand and Fog

- British Academy Film Awards 2010 : Meilleure musique de film
- Golden Globes 2010 :
  - Meilleure chanson originale pour Avatar
  - Meilleure musique de film pour Avatar
- Oscars 2010 : Meilleure musique de film pour Avatar

### Autres
- Grammy Awards : 5 récompenses et 6 nominations
- International Film Music Critics Awards : 1 récompense et 14 nominations [19]
- Online Film & Television Association : 2 récompenses et 3 nominations
- Satellite Awards : 3 récompenses et 2 nominations
- Saturn Awards : 3 récompenses et 6 nominations
- World Soundtrack Awards : 4 nominations
- Max Steiner Award :1 récompense [20]